# Ibn Yunus (cráter)

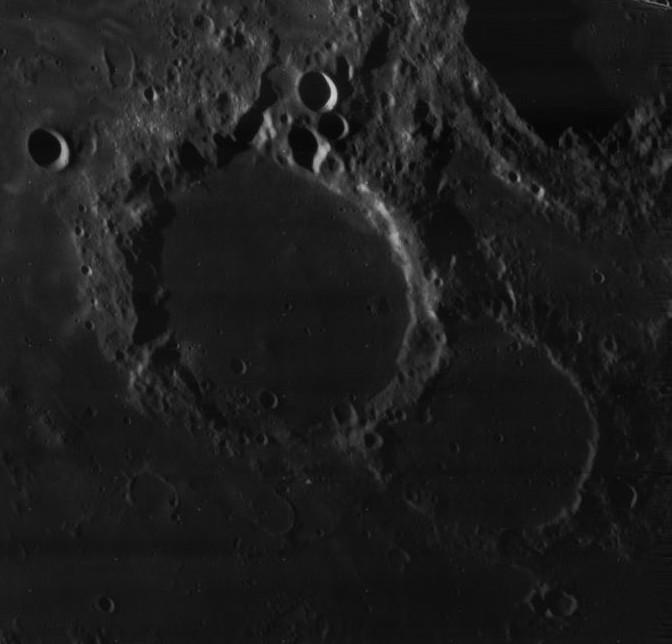
Fotografía de la misión Lunar Orbiter 4 (1967)

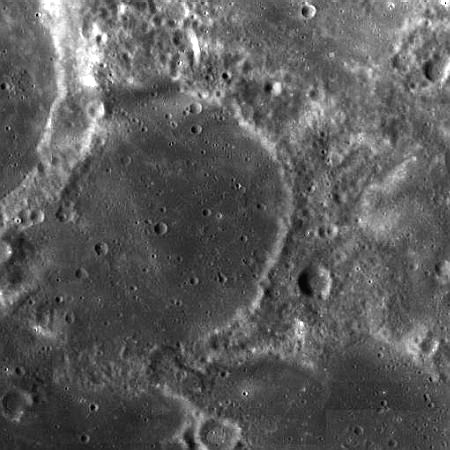
Fotografía de la misión Lunar Reconnaissance Orbiter

Ibn Yunus es el resto de un cráter de impacto lunar inundado de lava. Se encuentra en la cara oculta de la Luna, justo después del terminador oriental. Solo se puede ver desde Tierra en condiciones de libración  y de iluminación favorables, e incluso entonces se ve lateralmente. Está unido al borde exterior este-sureste del cráter inundado de lava Goddard. Se encuentra dentro del Mare Marginis, un mar lunar en el terminador oriental.
|  |

Lo que sobrevive de este cráter es una cresta baja y aproximadamente circular que se proyecta a través del mare. Este anillo está roto a lo largo de los bordes occidental y meridional, y el suelo interior está cubierto por una superficie casi plana con un albedo relativamente bajo.